# Ingham megye
Ingham megye az Amerikai Egyesült Államokban, azon belül Michigan államban található. Megyeszékhelye Mason, legnagyobb városa Lansing. Lakosainak száma 284 900 fő (2020. április 1.). Ingham megye Shiawassee, Jackson, Livingston, Clinton és Eaton megyékkel határos.

## Népesség
A megye népességének változása:
| Lakosok száma | 280 849 | 281 812 | 281 869 | 282 234 | 286 085 | 284 900 |
|               | 2010    | 2011    | 2012    | 2013    | 2015    | 2020    |